# Erik Johansson (författare)
Erik Valdemar Johansson, född 25 juli 1914 i Fogdö församling, Södermanlands län, död 7 juni 2013 i Göteborg, var en svensk arbetarförfattare.
Johansson föddes i ett statarhem i Södermanland. Han arbetade på ett sågverk, men under 1930-talets arbetslöshet gick han på luffen och tog tillfälliga arbeten. Han gick också ett par kurser på folkhögskola. I slutet av 1930-talet gick han till sjöss. Han mönstrade av för gott i Göteborg, tog anställning på en fabrik och fick fru och barn.
Först efter att han blivit förtidspensionerad debuterade han som författare 1976 med Fabriksmänniskan. 1978 utkom Bakom fabriksmurarna. 1981 blev de båda böckerna en teaterpjäs, Tok Alfred av Lennart Hjulström på Folkteatern i Göteborg. Johansson har sammanlagt publicerat tolv böcker.
Han var från 1946 gift med Svea Augusta Evelina Johansson (1920–2000). Enligt Lindelöws bokförlag avled Johansson den 7 juni 2013 i Göteborg, 98 år gammal.

## Priser och utmärkelser
- 1976 – Eckersteinska litteraturpriset